# Haarby
Haarby ist eine Kleinstadt mit 2521 Einwohnern (1. Januar 2023) auf der dänischen Insel Fyn (dt. Fünen). Sie war der ehemalige Verwaltungssitz der Haarby Kommune.

## Geografie
Haarby liegt im Süden der Assens Kommune im Kirchspiel Hårby Sogn. Im südwestlichen Fyn gelegen, befindet sich der Ort (Luftlinie) etwa 14 km nordnordwestlich von Faaborg und 15 km ostsüdöstlich von Assens. Die Innenstadt der Großstadt Odense ist in nordöstlicher Richtung 26 km entfernt. Die Küste zur Helnæs Bugt, einem Teil des Lillebælts, befindet sich ungefähr 4 km südlich.
Das Siedlungsgebiet der Kleinstadt erstreckt sich auf einer Höhe von circa 10 bis 25 m.o.h. in einem Schmelzwassertal. Der Ostteil des Ortes besteht aus einem Gewerbegebiet, welches auf einer Höhe von teilweise bis zu 40 m.o.h. liegt.

## Geschichte
Die heutige Stadt wurde erstmals erwähnt im Jahre 1386 als Harby. Im 16. Jahrhundert wurde dort eine Wassermühle gebaut.
Ende des 19. Jahrhunderts begann die Entwicklung des Ortes; eine Genossenschaftsmolkerei (1883), zwei Gemeindehäuser (1887, 1891), ein Elektrizitätswerk (1905) und ein Missionshaus (1913) wurden errichtet. Mit der Entwicklung stieg die Einwohnerzahl und im Jahre 1921 hatte Haarby 670 Einwohner. 1926 wurde die Geflügelschlachterei Haarby Fjerkræslagteri gegründet. 1939 war sie die größte Geflügelschlachterei in ganz Dänemark.
1950 hatte der Ort 991 Einwohner, der Großteil der Erwerbstätigen arbeitete in Handwerk und Industrie, während der Erwerbszweig der Landwirtschaft weit weniger ausgeprägt war, als im ländlichen Umland.
1966 wurde Haarby das Verwaltungszentrum der damals gebildeten Haarby Kommune. Die Einwohnerzahl lag im Jahre 1970 bei 1506.
Mit der Verwaltungsreform 2006/2007 wurde die Haarby Kommune in die Assens Kommune eingegliedert und die Kleinstadt verlor ihren Status als Sitz der Verwaltung.

## Kirche
Die Haarby Kirke liegt am Westrand der Kleinstadt. Die ältesten noch erhaltenen Bestandteile der Kirche, das Kirchenschiff und der Chor wurden zwischen 1150 und 1250, in der Periode der Romanik, erbaut. Der Kirchturm und eine Kapelle wurden in der Spätgotik errichtet, zu dieser Zeit wurde auch eine Verlängerung des Kirchenschiffs vorgenommen. 1856 wurde die Kirche durch einen Vorraum ergänzt. Aufwendige Restaurierungen fanden dreimal statt. Die Kirche ist eine der größten Kirchen, die es auf Fyn gibt.

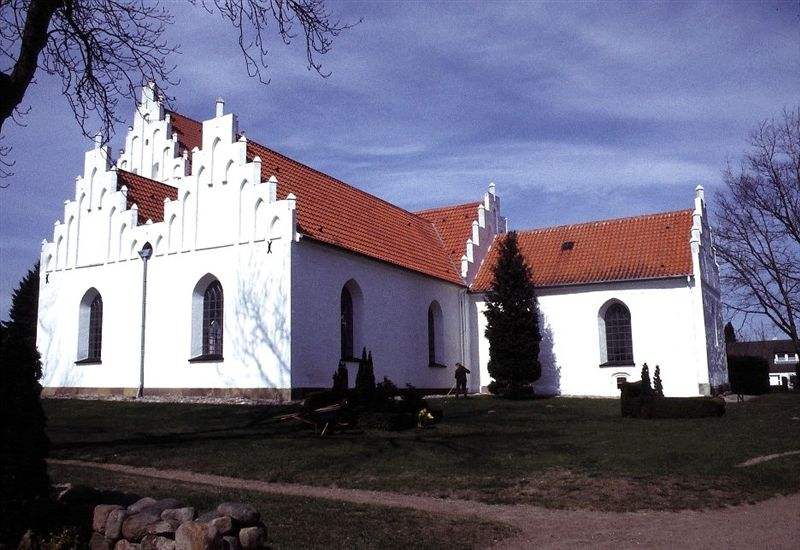
Haarby Kirke
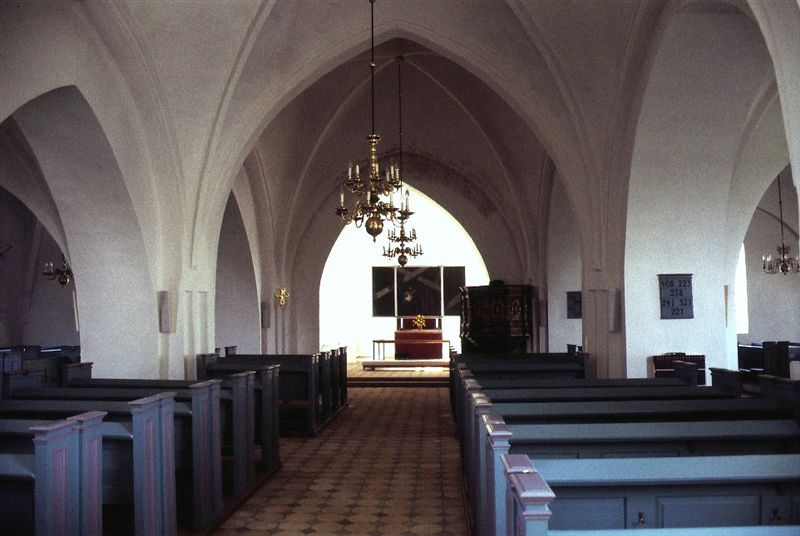
Innenraum

## Verkehr
Die Sekundærrute 323, die über Ringe nach Ørbæk führt, führt durch Haarby. Des Weiteren ist der Ort an die Sekundærrute 329, welche aus dem Norden Fyns über Aarup bis nach Faaborg führt, angebunden. Über das Linienbusnetz ist der Ort unter anderem direkt verbunden mit Vissenbjerg, Assens, Faaborg und Odense. Der nächste größere internationale Flughafen ist der Flughafen Billund.

## Persönlichkeiten
- Uffe Ellemann-Jensen (1941–2022), dänischer Politiker (Venstre), Außenminister Dänemarks von 1982 bis 1993